# Libellula depressa
La Libellula depressa Linnaeus, 1758), comunemente nota come libellula panciapiatta, è un insetto della famiglia Libellulidae (Odonata: Anisoptera). È una delle più comuni libellule europee.

## Descrizione
L'adulto è una libellula di grandi dimensioni, con corpo lungo oltre 4 cm e apertura alare di 7–8 cm e livrea caratterizzata dalla vivace pigmentazione dell'addome.
Il capo è mobile, provvisto di grandi occhi composti, quasi congiunti in corrispondenza del vertice, tre ocelli e antenne brevi e sottili. L'apparato boccale è di tipo masticatore.
Il torace è robusto, di colore bruno-rossastro scuro nel maschio, bruno-giallastro nella femmina. Il pronoto è ampio e percorso da un solco longitudinale mediano, ma particolarmente sviluppati sono i tergiti e le pleure del secondo e terzo segmento. Le zampe sono ben sviluppate ma poco funzionali e quelle anteriori sono di tipo raptatorio, adatte ad afferrare la preda in volo. Le ali sono ben sviluppate, trasparenti e ialine, con una pigmentazione estesa, bruno-rossastra, nella zona prossimale, di forma triangolare nelle ali posteriori. Come in tutti gli Odonata, le ali della L. depressa hanno una ricca nervatura. Come in tutti gli Anisoptera, le ali posteriori hanno un maggiore sviluppo rispetto a quelle anteriori, per la regione remigante posteriore e la regione anale più ampie, e in riposo sono tenute aperte e orizzontali. Il margine costale è leggermente incuneato in corrispondenza della confluenza della subcosta e in zona subapicale è evidente lo pterostigma, in contrasto con la trasparenza ialina della membrana.
L'addome è lungo e slargato, affusolato posteriormente, di colore azzurro chiaro nel dorso, nel maschio, giallo miele nella femmina, con una linea longitudinale mediana che percorre il dorso per l'intera lunghezza in entrambi i sessi. L'ovopositore delle femmine è piuttosto breve.

## Biologia

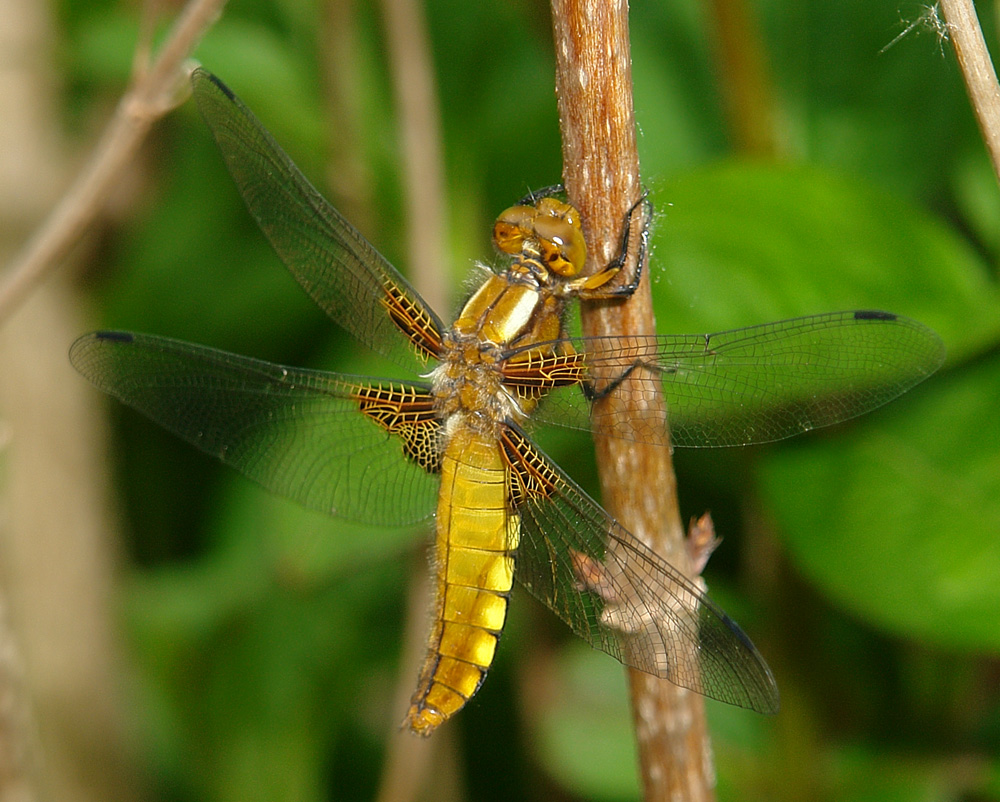
Femmina

Le larve sono acquatiche e sono attive predatrici di invertebrati acquatici, in particolare larve di ditteri nematoceri. Si sviluppano in due anni e sono in grado di sopravvivere per alcune settimane alla siccità nascondendosi nel fango.
Gli adulti hanno abitudini diurne, sono abili volatori e predano in volo piccoli insetti. Si rinvengono durante l'estate dal mese di maggio fino a luglio-agosto. La deposizione delle uova avviene in acqua ed è di tipo epifitico.

## Distribuzione e habitat
Specie paleartica, è diffusa in tutta l'Europa ad eccezione delle regioni più settentrionali della Scandinavia e della Russia. In Italia è diffusa e comune in tutto il territorio.
L'habitat è rappresentato da spazi aperti o con vegetazione presso i corsi d'acqua.